# Sala delle Asse (слика)
Sala delle Asse је локација слике Леонарда да Винчија, насликане на зидовима и плафону техником уље на малтеру. На њој су приказане “испреплетане биљке са воћем и једнобојно корење и стене”. Насликана је око 1498. и налази се у дворцу Сфорца у Милану.

## Историја
Током сликања Тајне вечере, Леонардо је осликао и собу у дворцу Сфорца за личну употребу Лодовика Сфорце, тадашњег војводе од Милана. Неки документи описују Леонардов рад у дворцу; то укључује и наредбу Лодовика Сфорце и писмо Гуалтиера Бескапеа из 1498. упућено војводи, где пише да је у септембру 1498. уметник завршио декорацију просторије. Леонардо је био одговоран за декорацију плафона и зидова, али није познато колико људи је радило са њим.

## Опис и стил
Слика покрива плафон и горњи део зидова просторије. Леонардо је дизајнирао декорациону шему која репродукује отворени простор, у којем се налази велики број стабала, почевши од зидова, преко линета, да би на крају прекрила цео плафон где стварају густу перголу са сложеном испреплетаном шаром. Густа мрежа грања и лишћа, према Франку Золнеру, “изгледа као да се пробија кроз зид затворене просторије претварајући је у идеално отворени пејзаж”.
Фреска показује неке корене како пробијају стене и формирају основе дебла дрвета, који формирају гране и зелено лишће које покрива плафон, проткан геометријским шарама.
Теоријски трагови декорације биљних мотива могу се наћи у поглављу “Дрвеће и поврће” Леонардове „Расправе о сликарству“.

## Рестаурација
Просторија је била коришћена у различите сврхе, а служила је и као хангар; фреска, која се све више погоршавала, била је омалтерисана 1893/4. године. 1901/2. први пут ју је обновио Лучи Белтрами, али он није оклевао да слика преко оних делова који су оштећени или недостају. Нова рестаурација завршена је 1954. године уклањањем свега онога што није оригинал, у оној мери у којој је то било могуће.

## Галерија
- Детаљ 1
- Детаљ 2
- Грб Сфорца породице са соколовима и змијама
- Линета